# 新西兰驻华盛顿特区大使馆
新西兰驻华盛顿哥伦比亚特区大使馆（英語：Embassy of New Zealand in Washington, D.C.，毛利语：Te Kāinga o te Māngai o Aotearoa i Washington D.C.），坐落于美国华盛顿哥伦比亚特区西北区的使馆区天文台环路37号。
该大使馆还在洛杉矶、纽约市和檀香山设有总领事馆，并在亚特兰大、波士顿、芝加哥、休斯顿、萨克拉门托、盐湖城、圣地亚哥、旧金山、西雅图和塔穆宁设有名誉领事馆，为新西兰公民提供协助，并向计划访问新西兰的外国公民签发旅行签证。
新西兰于1941年10月在华盛顿哥伦比亚特区开设了公使馆，并于1948年升格为大使馆。
贝德·科里于2022年7月6日被任命为新西兰驻美国大使。

## 大使馆人员
大使馆的工作人员来自新西兰外交贸易部（MFAT）、新西兰贸易发展局（NZTE）、新西兰国防军、新西兰警察、新西兰海关署、科学、研究和技术部以及教育部。

## 馆舍
馆舍由新西兰建筑师迈尔斯·沃伦爵士设计。1954年购买了现在的大使馆用地，以便将所有工作人员安置在一栋建筑内，但馆舍直到1975年才建成。该建筑为其设计师赢得了1981年新西兰建筑师协会国家奖。馆舍的砖砌工程获得了美国东部各州年度砖砌奖。